# العلاقات البوروندية الناوروية
العلاقات البوروندية الناوروية هي العلاقات الثنائية التي تجمع بين بوروندي وناورو.

## مقارنة بين البلدين
هذه مقارنة عامة ومرجعية للدولتين:
| وجه المقارنة                                              | بوروندي                                    | ناورو                          |
| --------------------------------------------------------- | ------------------------------------------ | ------------------------------ |
| المساحة (كم2)                                             | 27.83 ألف                                  | 21                             |
| عدد السكان (نسمة)                                         | 10.86 مليون                                | 10.08 ألف                      |
| الكثافة السكانية (ن./كم²)                                 | 390.23                                     | 48.00 ألف                      |
| العاصمة                                                   | بوجومبورا، جيتيغا                          | ضاحية يارين                    |
| اللغة الرسمية                                             | اللغة الكيروندية، لغة فرنسية، لغة إنجليزية | اللغة الناورونية، لغة إنجليزية |
| العملة                                                    | فرنك بوروندي                               | دولار أسترالي                  |
| الناتج المحلي الإجمالي (بليون دولار)                      | 3.48 مليار                                 | 113.88 مليون                   |
| الناتج المحلي الإجمالي (تعادل القوة الشرائية) بليون دولار | 8.13 مليار                                 | 162.98 مليون                   |
| الناتج المحلي الإجمالي الاسمي للفرد دولار أمريكي          | 277                                        | 9.83 ألف                       |
| الناتج المحلي الإجمالي للفرد دولار أمريكي                 | 77                                         |                                |
| مؤشر التنمية البشرية                                      | 0.400                                      |                                |
| رمز المكالمات الدولي                                      | +257                                       | +674                           |
| رمز الإنترنت                                              | .bi                                        | .nr                            |
| المنطقة الزمنية                                           | ت ع م+02:00                                | ت ع م+12:00                    |

## منظمات دولية مشتركة
يشترك البلدان في عضوية مجموعة من المنظمات الدولية، منها:
| علم المنظمة | اسم المنظمة                                 | تاريخ انضمام بوروندي | تاريخ انضمام ناورو |
| ----------- | ------------------------------------------- | -------------------- | ------------------ |
|             | يونسكو                                      | 16 نوفمبر 1962       | 17 أكتوبر 1996     |
|             | الاتحاد البريدي العالمي                     | ?                    | ?                  |
|             | منظمة الشرطة الجنائية الدولية               | ?                    | ?                  |
|             | الأمم المتحدة                               | 18 سبتمبر 1962       | 14 سبتمبر 1999     |
|             | الاتحاد الدولي للاتصالات                    | 16 فبراير 1963       | 10 يونيو 1969      |
|             | منظمة حظر الأسلحة الكيميائية                | ?                    | ?                  |
|             | مجموعة دول أفريقيا والكاريبي والمحيط الهادئ | ?                    | ?                  |